# Schornsteinbehälter

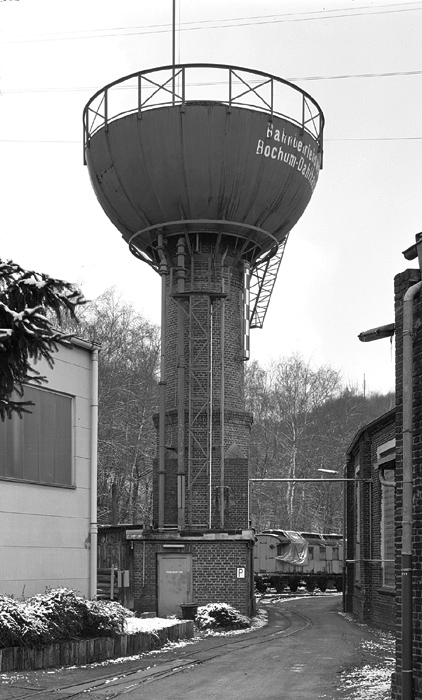
Schornsteinbehälter in Intze-Bauweise zur Versorgung der Dampfloks im ehemaligen Bahnbetriebswerk Bochum-Dahlhausen

Ein Schornsteinbehälter ist ein ringförmiger Wasserbehälter, der um einen Industrieschornstein angebracht wird, wodurch dieser die Funktion eines Wasserturms übernehmen kann. Jedoch ist das Volumen des Behälters naturgemäß geringer als jenes eines Vollzylinders. Schornsteinbehälter besitzen den Vorteil, dass durch die meist warmen Schornsteingase die Gefahr des Einfrierens des Wassers im Behälter verringert wird.
Diese Bauform wurde 1885 von Otto Intze erstmals verwendet.
In der Gründerzeit stieg der Wasserbedarf für gewerbliche Zwecke stark an.
Intze führte die Bauform des Schornsteinbehälters ein, um insbesondere Wasserspeicher mit Volumina unter 100 m³ kostengünstiger errichten zu können, als es in der Form eines klassischen Wasserturms möglich gewesen wäre.
In einer Höhe von 20 bis 30 Metern wurde der Behälter ringförmig um den Schornstein gelegt und durch Konsolen oder  Gesimse abgestützt.

## Schornsteine mit Wasserbehältern
Unvollständige Liste von Kaminen mit Wasserbehältern. Bitte ergänzen!
| Bauwerk                                                       | Ort                      | Land         | Koordinaten                      | Baujahr | Gesamthöhe | Behältervolumen in Kubikmetern | Bemerkungen                                        |
| ------------------------------------------------------------- | ------------------------ | ------------ | -------------------------------- | ------- | ---------- | ------------------------------ | -------------------------------------------------- |
| Östlicher Kamin der Zentralkokerei Saar                       | Dillingen                | Deutschland  | 49° 20′ 51,9″ N, 6° 44′ 43,3″ O  |         | 150 m      |                                |                                                    |
| Kamin des Heizkraftwerk Randers                               | Randers                  | Dänemark     | 56° 27′ 30,9″ N, 10° 2′ 50,2″ O  | 1982    | 132,9 m    |                                |                                                    |
| Kamin der ELFE-Düngemittelfabrik                              | Drapetsona               | Griechenland | 37° 56′ 38,2″ N, 23° 36′ 59″ O   |         | 132 m      |                                |                                                    |
| Großer Kamin des Kraftwerk Finkenheerd                        | Finkenheerd              | Deutschland  | 52° 16′ 2,2″ N, 14° 34′ 48,8″ O  |         | 125 m      |                                | abgerissen                                         |
| Kamin der SKW Stickstoffwerke Piesteritz                      | Lutherstadt Wittenberg   | Deutschland  | 51° 52′ 28,1″ N, 12° 34′ 47,1″ O |         | 120 m      |                                | Behälter wurde nach 2005 entfernt                  |
| Schornsteinbehälter der Sinteranlage des Stahlwerks Dillingen | Dillingen                | Deutschland  | 49° 21′ 11,1″ N, 6° 44′ 32,1″ O  |         | 115 m      |                                |                                                    |
| Großger Kamin des Elektrostahlwerks Brandenburg               | Brandenburg              | Deutschland  | 52° 24′ 8,5″ N, 12° 30′ 3,9″ O   |         | 110,2 m    |                                |                                                    |
| Kleiner Kamin des Kraftwerk Finkenheerd                       | Brandenburg              | Deutschland  | 52° 15′ 57,3″ N, 14° 34′ 45,8″ O |         | 110 m      |                                | abgerissen                                         |
| Kamine des Bahnkraftwerks Muldenstein                         | Muldenstein              | Deutschland  | 51° 39′ 25,2″ N, 12° 20′ 58,1″ O |         | 103 m      |                                | am 10. April 2011 durch Sprengung abgerissen       |
| Kamin des Allessa-Werks                                       | Frankfurt-Fechenheim     | Deutschland  | 50° 7′ 47,2″ N, 8° 45′ 48,9″ O   |         | 102 m      |                                | Behälter 2011 entfernt                             |
| Novelis-Kamin Nachterstedt                                    | Nachterstedt             | Deutschland  | 51° 48′ 51,8″ N, 11° 19′ 3,6″ O  |         | 100 m      |                                | nicht mehr als Kamin in Betrieb                    |
| Kamin des Fernheizwerks Lahnberge                             | Marburg                  | Deutschland  | 50° 49′ 13″ N, 8° 48′ 19″ O      | 1972    | 100 m      |                                |                                                    |
| Kamin des Raffineriekraftwerks Scholven                       | Gelsenkirchen            | Deutschland  | 51° 35′ 51″ N, 7° 1′ 29″ O       |         | 100 m      |                                |                                                    |
| Östlicher Kamin des Stahlwerks Hennigsdorf                    | Hennigsdorf              | Deutschland  | 52° 39′ 16″ N, 13° 12′ 57″ O     |         | 100 m      |                                |                                                    |
| Wasserturm Forschungszentrum Karlsruhe                        | Eggenstein-Leopoldshafen | Deutschland  | 49° 5′ 55,6″ N, 8° 25′ 55,3″ O   | 1961    | 99 m       | 700                            | Abluftkamin eines Forschungsreaktors               |
| HOECHST-Kamin                                                 | Gersthofen               | Deutschland  | 48° 26′ 40,7″ N, 10° 52′ 56,7″ O | 1902    | 86 m       |                                |                                                    |
| Kamin Landesirrenanstalt Teupitz                              | Teupitz                  | Deutschland  | 52° 7′ 44,8″ N, 13° 37′ 20,5″ O  | 1908    | 80 m       | 210                            |                                                    |
| Kamin der Phoenix-Werke                                       | Hamburg-Harburg          | Deutschland  | 53° 27′ 15,8″ N, 9° 59′ 17,5″ O  | 1905    | 75 m       | 90                             | außer Betrieb                                      |
| Kamin des Fichtel & Sachs Werks Schweinfurt                   | Schweinfurt              | Deutschland  | 50° 1′ 58,4″ N, 10° 12′ 34,6″ O  | 1917    | 70 m       |                                |                                                    |
| Wasserturm Luitpoldklinikum                                   | Würzburg                 | Deutschland  | 49° 48′ 1,5″ N, 9° 57′ 31,1″ O   | 1912    | 64 m       | 80                             | nur noch als Kamin in Betrieb                      |
| Kamin Continental-Werk Korbach                                | Korbach                  | Deutschland  | 51° 16′ 51,2″ N, 8° 52′ 23,4″ O  | 1922    | 62 m       |                                | Höhe vor 2016: 80 Meter                            |
| Gemptturm                                                     | Lengerich                | Deutschland  | 52° 11′ 11,6″ N, 7° 51′ 3,8″ O   | 1919    | 60 m       |                                |                                                    |
| Kamin Lungenheilstätte Schmachtenhagen                        | Schmachtenhagen          | Deutschland  | 52° 47′ 11,8″ N, 13° 17′ 30,5″ O | 1926    | 55 m       |                                |                                                    |
| Wasserturm der Hannoverschen Gummiwerke Excelsior             | Hannover-Limmer          | Deutschland  | 52° 22′ 59″ N, 9° 40′ 43,8″ O    |         | 51 m       |                                | außer Betrieb, denkmalgeschützt                    |
| Schlachthofturm Dresden                                       | Dresden                  | Deutschland  | 51° 4′ 11,4″ N, 13° 43′ 5,8″ O   | 1910    | 50 m       | 400                            |                                                    |
| Kamin Tabakfabrik von Eicken                                  | Hoheluft-West            | Deutschland  | 53° 34′ 55,9″ N, 9° 58′ 10,9″ O  | 1909    | 38 m       | 15                             |                                                    |
| Schlachthof Bamberg                                           | Bamberg                  | Deutschland  | 49° 54′ 14″ N, 10° 52′ 44,8″ O   | 1904    | 23 m       | 80                             | in Betrieb                                         |
| Alter Wasserturm                                              | Griesheim                | Deutschland  | 49° 52′ 1,7″ N, 8° 33′ 16,4″ O   |         |            |                                |                                                    |
| Wasserturm des Bahnbetriebswerks Bochum-Dahlhausen            | Bochum                   | Deutschland  | 51° 25′ 58,3″ N, 7° 7′ 26,5″ O   |         | 17,7 m     |                                | gehört heute zum Eisenbahnmuseum Bochum-Dahlhausen |
| Haldensleben                                                  | Haldensleben             | Deutschland  | 52° 16′ 25″ N, 11° 26′ 16″ O     |         |            |                                |                                                    |
| Wasserturm Alter Schlachthof Bruchsal                         | Bruchsal                 | Deutschland  | 49° 7′ 10,4″ N, 8° 36′ 40,9″ O   | 1908    |            |                                | außer Betrieb                                      |
| Wasserturm Neustrelitz                                        | Neustrelitz              | Deutschland  | 53° 20′ 7,6″ N, 13° 5′ 27,3″ O   |         |            |                                |                                                    |
| Kamin des Fagus-Werks                                         | Alfeld                   | Deutschland  | 51° 59′ 3,4″ N, 9° 48′ 43″ O     | 1911    |            |                                | gehört zum UNESCO-Welterbe                         |
| Kamin Bahlsenwerk                                             | Hannover-List            | Deutschland  | 52° 23′ 25,9″ N, 9° 45′ 7,7″ O   |         | 46 m       |                                |                                                    |
| Kamin Einkaufszentrum Kleve                                   | Kleve                    | Deutschland  | 51° 46′ 44,3″ N, 6° 7′ 47,7″ O   |         |            | 100                            | außer Betrieb                                      |
| Kamine des Elektrostahlwerks Hennigsdorf                      | Hennigsdorf              | Deutschland  | 52° 39′ 15,9″ N, 13° 12′ 49,6″ O |         |            |                                | 2 Kamine                                           |
| BWS-Turm                                                      | Steinfurt-Borghorst      | Deutschland  | 52° 7′ 16,3″ N, 7° 23′ 30,7″ O   |         |            |                                | Wasserbehälter seit 2010 Attrappe                  |
| Wasserturm Wiesenmühle                                        | Monsheim                 | Deutschland  | 49° 38′ 9,4″ N, 8° 13′ 27,1″ O   |         |            |                                |                                                    |
| Kamin Brikettfabrik Neukirchen                                | Neukirchen-Wyhra         | Deutschland  | 51° 5′ 30,1″ N, 12° 31′ 45″ O    |         |            |                                | außer Betrieb                                      |
| Kamin der Hempelschen Fabrik                                  | Plauen                   | Deutschland  | 50° 29′ 28,6″ N, 12° 8′ 6,6″ O   |         |            |                                |                                                    |
| Wasserturm Walzwerk Finow                                     | Finow                    | Deutschland  | 52° 50′ 50,4″ N, 13° 44′ 14,8″ O |         |            |                                |                                                    |

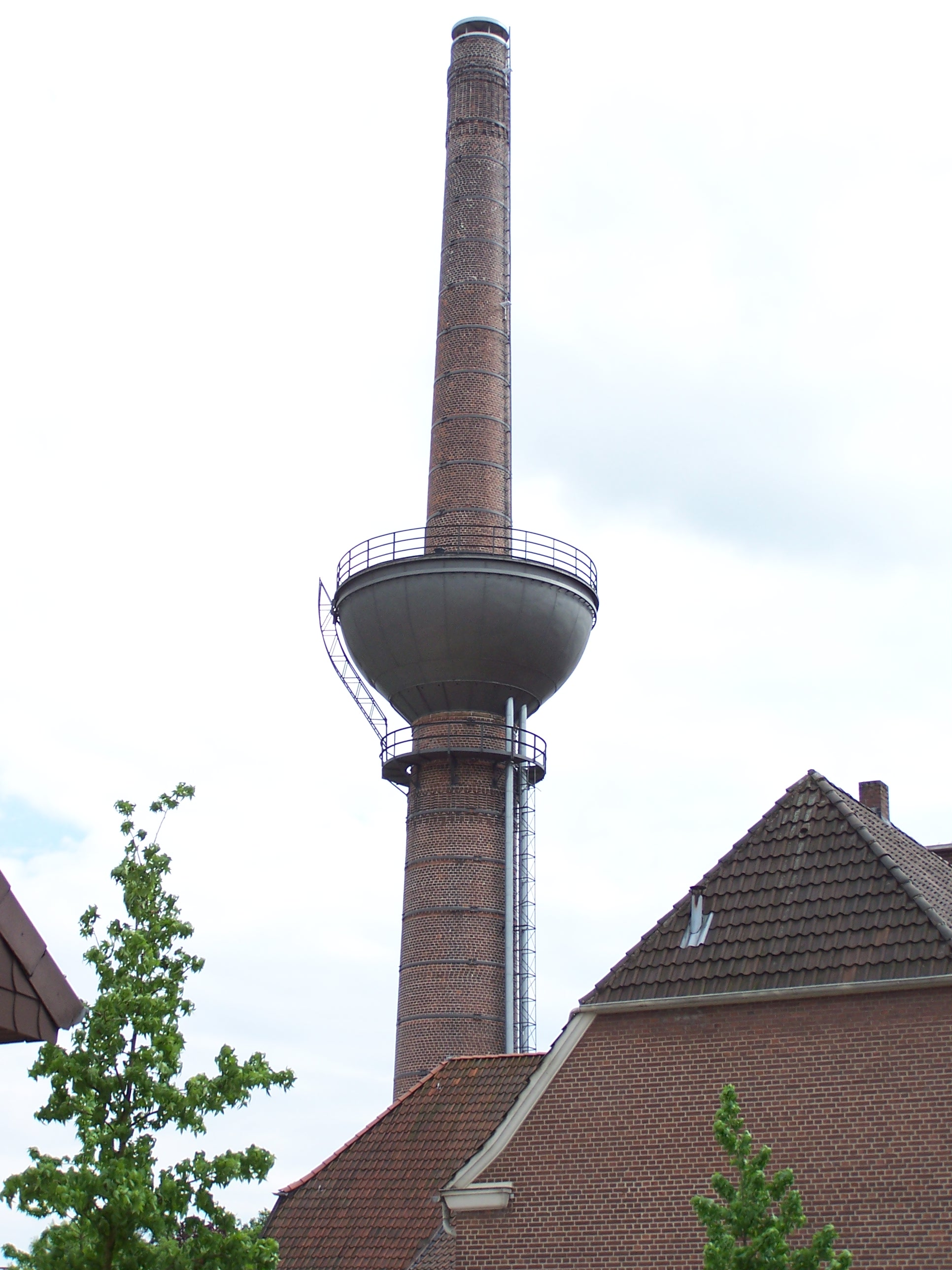
Schornsteinbehälter der ehemaligen Drahtzieherei Gempt in Lengerich (Westfalen)

| Kamin Vestas Nacelles Werk                                    | Lübeck                   | Deutschland  | 53° 53′ 18,5″ N, 10° 42′ 22,7″ O |         | 44 m       |                                | Behälter durch Attrappe ersetzt                    |
| Schornsteinbehälter im Stahlwerk Eisenhüttenstadt             | Eisenhüttenstadt         | Deutschland  | 52° 10′ 6,6″ N, 14° 38′ 8,7″ O   |         |            |                                |                                                    |
| Schornsteinbehälter des Exide-Werks                           | Bad Lauterberg           | Deutschland  | 51° 38′ 49,6″ N, 10° 29′ 17,6″ O |         |            |                                |                                                    |
| Schornsteinbehälter des Heizwerks Dortmund-Mengede            | Dortmund                 | Deutschland  | 51° 34′ 27,1″ N, 7° 22′ 33,9″ O  |         | 29 m       |                                |                                                    |
| Schornsteinbehälter Metallwerk Düren                          | Düren                    | Deutschland  | 50° 48′ 32,1″ N, 6° 28′ 26,7″ O  |         | 31 m       |                                |                                                    |
| Schornsteinbehälter Henkel Werk                               | Düsseldorf               | Deutschland  | 51° 10′ 44″ N, 6° 50′ 21,9″ O    |         |            |                                |                                                    |
| Schornsteinbehälter Krupp Mannesmann                          | Duisburg                 | Deutschland  | 51° 22′ 20,3″ N, 6° 43′ 13,8″ O  |         | 70 m       |                                |                                                    |
| Schornsteinbehälter VERSEIDAG                                 | Krefeld                  | Deutschland  | 51° 20′ 39,1″ N, 6° 32′ 48,2″ O  |         | 76 m       |                                |                                                    |
| Monforts-Kamin                                                | Mönchengladbach          | Deutschland  | 51° 10′ 59,3″ N, 6° 26′ 48,5″ O  |         | 49 m       |                                |                                                    |
| Schornsteinbehälter des Gontermann-Peipers Werk Marienborn    | Siegen                   | Deutschland  | 50° 52′ 20,9″ N, 8° 3′ 7,6″ O    |         |            |                                |                                                    |
| Schornsteinbehälter Viersen                                   | Viersen                  | Deutschland  | 51° 15′ 18,3″ N, 6° 20′ 40,7″ O  |         | 35 m       |                                |                                                    |
| Kamin des MOLAX-Werks                                         | Wegberg                  | Deutschland  | 51° 8′ 45,1″ N, 6° 17′ 32″ O     |         |            |                                |                                                    |
| Schornsteinbehälter Wengern-Ost                               | Wetter (Ruhr)            | Deutschland  | 51° 23′ 57,9″ N, 7° 21′ 6,6″ O   | 1925    |            |                                |                                                    |
| Schornsteinbehälter Eilenburg                                 | Eilenburg                | Deutschland  | 51° 28′ 20,7″ N, 12° 39′ 31,3″ O |         |            |                                |                                                    |
| Schornsteinbehälter Griesheim                                 | Griesheim                | Deutschland  | 49° 52′ 1,7″ N, 8° 33′ 16,4″ O   |         | 23 m       |                                |                                                    |
| Kamin Wagonbau Ammendorf                                      | Halle (Saale)            | Deutschland  | 51° 26′ 18,7″ N, 11° 59′ 55,5″ O |         |            |                                | abgerissen                                         |
| Kamin Porzellanmanufaktur „Heinrich Baensch“                  | Halle (Saale) – Lettin   | Deutschland  | 51° 31′ 20,8″ N, 11° 53′ 39,5″ O |         | 40,5 m     |                                | außer Betrieb                                      |
| Kamin Heizhaus Gröbern                                        | Gröbern (Muldestausee)   | Deutschland  | 51° 41′ 39″ N, 12° 27′ 24,6″ O   |         |            |                                | außer Betrieb                                      |